# 沿江対外開放都市
沿江対外開放都市（えんこうたいがいかいほうとし）とは、中国の対外開放政策の第4段階により開放した沿江の都市である。

## 沿江対外開放都市一覧
現在、以下の9市が沿江対外開放都市に指定されている。
川下から川上至るの順位。
- 江蘇省 - 南京市
- 江西省 - 九江市
- 湖北省 - 黄石市
- 湖北省 - 武漢市
- 湖南省 - 岳陽市
- 湖北省 - 宜昌市
- 重庆   - 万州市
- 重庆   - 涪陵市
- 重庆   - 重庆市